# Маруся Чурай (роман)
«Маруся Чурай» — історичний роман у віршах української письменниці Ліни Костенко, опублікований 1979 року. Сюжет вибудовано навколо легенди про Марусю Чурай — відому українську піснярку. У міні-пролозі роману є вказівка на історичну основу твору: «Влітку 1658 року Полтава згоріла дощенту». Справжні події XVII ст., на тлі яких розвивається сюжет твору, відтворено в образах Богдана Хмельницького, Якова Остряниці, Северина Наливайка, Павла Павлюка, Яреми Вишневецького. У 1987 році за роман авторка була відзначена премією імені Тараса Шевченка.

## Тема та ідея твору
Темою роману є зображення нещасливого кохання Марусі Чурай і Грицька Бобренка на тлі історичних подій другої половини XVII ст. Основною ідеєю твору дослідники вважають змалювання незнищенності особистості з багатим духовним світом і українського народу, глибока віра в їхню духовну силу.

## Сюжет та композиція
Події розгортаються протягом року: судять Марусю влітку, а помирає дівчина від сухот навесні. Особливістю композиційної побудови є ретроспективний показ подій: спочатку подія, а потім те, що їй передувало. Центральним розділом роману дослідники визнають третій розділ під назвою «Сповідь».
I розділ — «Якби знайшлась неопалима книга»
Дощенту знищена пожежею Полтава 1658 р. Суд над Марусею, яку звинувачено в отруєнні коханого Грицька Бобренка. На захист Марусі стають козаки — полковник Мартин Пушкар та Іван Іскра. Марусі виносять смертний вирок.
II розділ — «Полтавський полк виходить на зорі»
Полтавський полк на зорі вирушає в похід боронити волю свого народу.
III розділ — «Сповідь»
Маруся перебуває у в'язниці, вона згадує дитинство, батьків, родинні стосунки; дитинство Гриця, його батьків і їхні сімейні стосунки; далі постає історія кохання Марусі й Гриця і його зрада з Галею Вишняківною. У кінці розділу Марусю виводять на страту.
IV розділ — «Гінець до гетьмана»
Іван Іскра мчить до гетьмана Богдана Хмельницького, щоб сповістити про суд над Марусею. Гетьман своїм універсалом скасовує смертний вирок Марусі.
V розділ — «Страта»
Марусю виводять на площу для страти, де зібралася чи не вся Полтава, люди по-різному висловлюються щодо Марусиної трагедії. В останній момент перед стратою на площу вривається Іван Іскра з добутим універсалом, у якому наказано скасувати вирок з огляду на пісенний талант Марусі і героїзм її батька Гордія, якого як оборонця України було покарано на горло у Варшаві.
VI розділ — «Проща»
Маруся вирушає на прощу до Києва і по дорозі знайомиться з мандрівним дяком-філософом, який розповідає їй про Якова Остряницю, Северина Наливайка та князя Ярему Вишневецького. Маруся глибоко осмислює історію України з розповідей дяка і з побачених у дорозі картин зруйнованої Батьківщини.
VII розділ — «Дідова балка»
Іван Іскра відвідує старого запорожця, колись визволеного з двадцятилітньої турецької неволі, який оселився під Полтавою й займається різьбярством. Іван попереджає діда про наступ ворожих військ, але той вирішив не покидати свою домівку.
VIII розділ — «Облога Полтави»
Брами Полтави зачинені, гармати націлені на ворога. Полтава мужньо тримається в польській облозі вже четвертий тиждень. Іван Іскра відвідує самотню Марусю (її мати померла) і пропонує одружитися. Маруся відмовляє парубкові.
IX розділ — «Весна, і смерть, і світле воскресіння»
Маруся попрощалася з Іскрою, виснажена горем і хворобою, чекає свого кінця. Облогу знято, і місто повертається до звичного життя. Повз будинок Марусі проходять козаки й співають її пісні, а далі дівчата — пісню «Ой не ходи, Грицю».
У романі переплітаються дві сюжетні лінії — особиста (взаємини Марусі Чурай та Грицька Бобренка) й історична (боротьба українського народу проти загарбницької політики польської шляхти).

## Головні персонажі
- Маруся Чурай
- Гриць Бобренко
- Галя Вишняківна
- полковий обозний Іван Іскра
- козак Лесько Черкес
- війт Семен Горбань
- полтавський полковник Мартин Пушкар
- Богдан Хмельницький
- мандрівний дяк

## Проблематика роману
У романі авторка порушує цілу низку проблем, які не втрачали своєї актуальності в усі часи.
Тема любові є однією з головних. Твір дає змогу кожному читачу відкрити для себе красу й силу людської любові, хай навіть ця любов зазнала зради й призвела до трагічної розв'язки. «Маруся Чурай» збагачує нас своєю «філософією любові», у якій це почуття визнається як особлива духовна цінність. Проблема любові і зради, що теж належить до «вічних» тем, вирішується як складова частина філософії любові.
Любовний трикутник розгортається у творі не лише через образи Марусі-Гриця-Галі, а й Марусі-Гриця-Івана. Саме останній, хлопець, який щиро кохає Марусю, козак, полковий обозний, звиклий до випробувань і битв, щоб урятувати кохану від страти (за вироком суду), звертається за допомогою до самого гетьмана Хмельницького. Коли заграли знову труби до походу, Іван відразу відгукується на поклик гетьмана, він у перших лавах, під корогвами. Для нього обов'язок — найперше і святе.
Чільне місце у творі займає інша «вічна» проблема літератури — митець і народ, митець і суспільство. Головна героїня роману, Маруся Чурай, цілком справедливо показана Л. Костенко як геніально обдарований митець, як один із творців українських пісень, що набули найбільшого поширення й принесли всесвітню славу нашому народу. У часи, коли жила Маруся Чурай, українська писемна література через певні умови була ще слабо розвинутою. Проте народ мав своїх митців, які були його голосом, його душею. Маруся Чурай — одна з них. Дівчина мала власне розуміння завдань творчості, її суспільного значення. Як митець, як людина незвичайна, виняткова, вона відчувала й глибоко переживала різне ставлення до себе з боку сучасників — від щирого захоплення й любові до повного нерозуміння і навіть агресивності до себе як до людини, що є «не такою, як усі». Немає сумніву, що Л. Костенко, змальовуючи образ своєї попередниці, української поетеси XVII ст., внесла в цей образ багато чого зі свого часу, зі своїх стосунків з українським «застійним» суспільством 70-80-х років.